# DHCR24
DHCR24 (англ. 24-dehydrocholesterol reductase) – білок, який кодується однойменним геном, розташованим у людей на короткому плечі 1-ї хромосоми.  Довжина поліпептидного ланцюга білка становить 516 амінокислот, а молекулярна маса — 60 101.
| 10         |  | 20         |  | 30         |  | 40         |  | 50         |
| ---------- |  | ---------- |  | ---------- |  | ---------- |  | ---------- |
| MEPAVSLAVC |  | ALLFLLWVRL |  | KGLEFVLIHQ |  | RWVFVCLFLL |  | PLSLIFDIYY |
| YVRAWVVFKL |  | SSAPRLHEQR |  | VRDIQKQVRE |  | WKEQGSKTFM |  | CTGRPGWLTV |
| SLRVGKYKKT |  | HKNIMINLMD |  | ILEVDTKKQI |  | VRVEPLVTMG |  | QVTALLTSIG |
| WTLPVLPELD |  | DLTVGGLIMG |  | TGIESSSHKY |  | GLFQHICTAY |  | ELVLADGSFV |
| RCTPSENSDL |  | FYAVPWSCGT |  | LGFLVAAEIR |  | IIPAKKYVKL |  | RFEPVRGLEA |
| ICAKFTHESQ |  | RQENHFVEGL |  | LYSLDEAVIM |  | TGVMTDEAEP |  | SKLNSIGNYY |
| KPWFFKHVEN |  | YLKTNREGLE |  | YIPLRHYYHR |  | HTRSIFWELQ |  | DIIPFGNNPI |
| FRYLFGWMVP |  | PKISLLKLTQ |  | GETLRKLYEQ |  | HHVVQDMLVP |  | MKCLQQALHT |
| FQNDIHVYPI |  | WLCPFILPSQ |  | PGLVHPKGNE |  | AELYIDIGAY |  | GEPRVKHFEA |
| RSCMRQLEKF |  | VRSVHGFQML |  | YADCYMNREE |  | FWEMFDGSLY |  | HKLREKLGCQ |
| DAFPEVYDKI |  | CKAARH     |  |            |  |            |  |            |

A: Аланін

C: Цистеїн

D: Аспарагінова кислота

E: Глутамінова кислота

F: Фенілаланін

G: Гліцин

H: Гістидин

I: Ізолейцин

K: Лізин

L: Лейцин

M: Метіонін

N: Аспарагін

P: Пролін

Q: Глутамін

R: Аргінін

S: Серин

T: Треонін

V: Валін

W: Триптофан

Кодований геном білок за функцією належить до оксидоредуктаз. 
Задіяний у таких біологічних процесах як метаболізм ліпідів, метаболізм холестеролу, метаболізм стероїдів, метаболізм стеролів, біосинтез ліпідів, біосинтез холестеролу, біосинтез стероїдів, біосинтез стеролів. 
Білок має сайт для зв'язування з НАДФ, ФАД, флавопротеїном. 
Локалізований у мембрані, ендоплазматичному ретикулумі, апараті гольджі.